# 10385 Amaterasu
10385 Amaterasu eller 1996 TL12 är en asteroid i huvudbältet som upptäcktes den 15 oktober 1996 av de båda japanska astronomerna Takeshi Urata och Yoshisada Shimizu vid Nachi-Katsuura-observatoriet. Den är uppkallad efter en mytologiska figuren Amaterasu-oomikami.
Den tillhör asteroidgruppen Eunomia.